# تمپا (استونی)
تمپا (به لاتین: Tempa) یک منطقهٔ مسکونی در استونی است که در دهستان پوهالپا واقع شده‌است.